# Xã Castor, Quận Stoddard, Missouri
Xã Castor (tiếng Anh: Castor Township) là một xã thuộc quận Stoddard, tiểu bang Missouri, Hoa Kỳ. Năm 2010, dân số của xã này là 5.174 người.